# Mayrig – Heimat in der Fremde
Mayrig – Heimat in der Fremde (Originaltitel: Mayrig) ist ein Spielfilm des französischen Regisseurs und Drehbuchautors Henri Verneuil aus dem Jahr 1991. Er verarbeitet die Biografie des armenischstämmigen Regisseurs und bildet den ersten Teil einer Familienchronik.

## Handlung
Azad Zakarian wird im Mai 1915 geboren, dem Jahr des Völkermords an den Armeniern. 1921 flüchtet er mit Mutter Araxi, Vater Hagop sowie den Tanten Anna und Gayané vor ethnischen Verfolgungen aus der Türkei nach Frankreich. Die Familie versucht, sich in Marseille ein neues Leben einzurichten, muss sich mit den Schwierigkeiten der Integration in einem fremden Land auseinandersetzen. Der Film schildert die Kindheit und Jugend Asads, in der er seine Liebe zum Film entdeckt.

## Rezeption
Eine Fortsetzung der Familienchronik, der Film Mayrig – Die Straße zum Paradies (Originaltitel: 588 rue paradis), entstand 1992.

## Kritik
„Das Epos überzeugt am ehesten durch seine aufrüttelnden Erinnerungen an ein dunkles Kapitel der Zeitgeschichte; die Familiengeschichte leidet unter schematischer Charakterzeichnung und allzu nostalgischer Einfärbung.“

## Auszeichnungen
Die Filmmusik von Jean-Claude Petit wurde für den französischen Filmpreis César nominiert. 1991 gewann der Film den Preis der Nationalen Filmakademie Frankreichs.